# 1959年自由民主党総裁選挙
1959年自由民主党総裁選挙（1959ねんじゆうみんしゅとうそうさいせんきょ）は、1959年（昭和34年）1月14日に行われた日本の自由民主党の党首である総裁の選挙である。

## 概要
1959年に岸信介総裁の任期が満了したことを受けて行われた自由民主党総裁選挙である。
警職法改正案が社会党などの反対で審議未了となり廃案に追い込まれた直後の総裁選であり、岸総裁の強権姿勢に批判的であった松村謙三が立候補。出身の松村・三木武夫派に加え、三木同様に閣外に退いていた池田勇人や石橋湛山前首相が応援に加わり岸の半分に迫る得票を得た。

## 選挙データ

### 総裁
- 選挙前：岸信介（第3代）
- 選挙後：岸信介（第3代）

### 投票日
- 1959年（昭和34年）1月14日

第6回党大会で実施。

### 選挙制度
- 決選投票制

総裁公選規程に基づく公選
投票方法
秘密投票、単記投票、1票制
選挙権
党所属国会議員、党都道府県支部連合会地方代議員
被選挙権
党所属国会議員
有権者
（不明）
- 党所属衆議院議員：（不明）
- 党所属参議院議員：（不明）
- 地方代議員　　　：092

## 選挙活動

### 候補者
立候補制ではなかったものの、選挙活動した国会議員。
| 岸信介                                                                    | 松村謙三                                                                          |
|                                                                           |                                                                                   |
| 衆議院議員 （4期・山口2区） 内閣総理大臣（1957-現職） 党総裁（1957-現職） | 衆議院議員 （10期・富山2区） 文部大臣（1955） 日本民主党政務調査会長（1954-1955） |
| 十日会 （岸派）                                                           | 政策研究会 （松村・三木派）                                                       |
| 山口県                                                                    | 富山県                                                                            |

## 選挙結果
第1回総裁選から1972年（昭和47年）の第12回総裁選までは立候補制ではなかったため、自民党所属の国会議員への票はすべて有効票として扱われた。

### 候補者別得票数
| 候補者                   | 得票数 | 得票率 |
| ------------------------ | ------ | ------ |
| 岸信介                   | 320    | 65.17% |
| 松村謙三                 | 166    | 33.81% |
| 大野伴睦                 | 1      | 0.20%  |
| 吉田茂                   | 1      | 0.20%  |
| 石井光次郎               | 1      | 0.20%  |
| 益谷秀次                 | 1      | 0.20%  |
| 佐藤栄作                 | 1      | 0.20%  |
| 総計                     | 491    | 100.0% |
| 有効投票数（有効率）     | 491    | %      |
| 無効票・白票数（無効率） |        | %      |
| 投票者数（投票率）       |        | %      |
| 棄権者数（棄権率）       |        | %      |
| 有権者数                 |        | 100.0% |
| 出典：朝日新聞           |        |        |